# 原正人
原 正人（はら まさと、1931年11月18日 - 2021年3月17日）は、日本の映画プロデューサー。Hara Office代表。
本名は山田 良雄（やまだ よしお）。

## 経歴
埼玉県熊谷市生まれ。旧制中学の埼玉県立熊谷中学校（現：埼玉県立熊谷高等学校） から第一早稲田高等学院（現：早稲田大学高等学院）に進学。結核を患い早稲田大学理工学部建築学科を中退後、今井正、山本薩夫監督などの下で制作、宣伝として第一期独立プロ運動に参加する。1958年に日本ヘラルド映画に入社、洋画ヒット作を生む傍ら、手塚治虫監督作『千夜一夜物語』（1969年）や、黒澤明監督作『デルス・ウザーラ』（1975年）、『乱』（1985年）など邦画製作に携わる。
1981年にヘラルド・エースを創立、映画製作や洋画の輸入・配給で、ミニシアター・ブームの基を作る。1995年に角川書店と提携、翌1996年には社名をエース・ピクチャーズに改める。
1998年、アスミックと合併し設立された「アスミック・エース エンタテインメント（現 アスミック・エース）」の代表取締役社長に就任。その後同社会長、相談役を経て、2016年まで特別顧問を務めた。
2021年3月17日、心不全のため東京都内で死去。89歳没。
第93回アカデミー賞の、逝去した映画人に哀悼を捧げる"イン・メモリアム"のコーナーで追悼された。

## 担当映画作品

### プロデューサー
- 赤い帽子の女（1982年）
- 瀬戸内少年野球団（1984年 監督：篠田正浩）
- 乱（1985年）
- 銀河鉄道の夜（1985年）
- 源氏物語（1987年）
- 風の又三郎　ガラスのマント（1989年）
- 舞姫（1989年 監督：篠田正浩）
- 写楽（1995年 監督：篠田正浩）
- 失楽園（1997年）
- 不夜城（1998年）
- 金融腐蝕列島〔呪縛〕（1999年）
- 雨あがる（2000年）
- 狗神 INUGAMI（2001年）
- 突入せよ!「あさま山荘」事件（2002年）
- 明日への遺言（2008年）

### エグゼクティブ・プロデューサー
- 戦場のメリークリスマス（1983年）
- 片翼だけの天使（1986年）
- 瀬戸内少年野球団　青春編　最後の楽園（1987年）
- 夢の祭り（1989年）
- プロスペローの本（1991年）
- クルタ 夢大陸の子犬（1995年）
- ［Focus］（1996年）
- 月とキャベツ（1996年）
- リング（1998年）
- らせん（1998年）
- リング2（1999年）
- 死国（1999年）
- 黒い家（1999年）
- リング0 バースデイ（2000年）
- ISOLA 多重人格少女（2000年）
- 阿弥陀堂だより（2002年）
- 武士の家計簿（2010年）
- 草原の椅子（2013年）

### 企画、製作協力、アドバイザーなど
- 千夜一夜物語（1969年）企画・製作協力
- クレオパトラ（1970年）製作協力
- 哀しみのベラドンナ（1973年）製作協力
- デルス・ウザーラ（1975年）製作協力
- 南極物語（1983年）アドバイザー
- 食卓のない家（1985年）製作協力
- 人生は琴の弦のように（1991年）製作協力
- 瀬戸内ムーンライト・セレナーデ（1997年）企画
- 女刑事RIKO 聖母の深き淵（1998年）企画・製作
- 女刑事RIKO 女神の永遠（1998年）企画・製作
- スパイ・ゾルゲ（2003年）エグゼクティブ・スーパーバイザー
- 武士の献立（2013年）エグゼクティブ・アドバイザー

## 書籍
- 「映画プロデューサーが語る“ヒットの哲学”」（構成：本間寛子／2004年　日経ＢＰ社）ISBN 9784822243593
- 「日本ヘラルド映画の仕事　伝説の宣伝術と宣材デザイン」　監修（著：谷川建司／2017年　パイ インターナショナル）監修　ISBN 9784756248176

## 受賞歴
- 第9回日本アカデミー賞特別賞・企画賞（1986年）[7]
- エランドール賞プロデューサー賞(1994年)[8]
- ザ・ヒットメーカー(1991年)
- 藤本賞特別賞(2010年)
- プロデューサー協会賞
- 仏政府芸術文化勲章オフィシェ（1993年）
- 淀川長治賞（2001年）
- 山路ふみ子文化財団特別賞（2002年）